# Her Majesty (The Beatles)
Her Majesty is een lied uit 1969 van de Britse popgroep The Beatles. Het nummer verscheen op het album Abbey Road en werd geschreven door Paul McCartney. Het nummer staat echter zoals gebruikelijk op naam van het schrijversduo Lennon-McCartney. Her Majesty is het laatste nummer op Abbey Road. Het nummer stond niet vermeld op de originele hoes van Abbey Road en het begint na 14 seconden stilte na het nummer The End. Om die reden wordt Her Majesty beschouwd als een hidden track. Het nummer duurt slechts 23 seconden en is daarmee het kortste lied dat op een album van The Beatles werd uitgebracht.

## Achtergrond
Her Majesty werd door McCartney geschreven in Schotland. McCartney schreef het nummer als een ironisch liefdeslied aan de Britse koningin. 

It was quite funny because it's basically monarchist, with a mildly disrespectful tone, but it's very tongue in cheek. It's almost like a love song to the Queen.
— Paul McCartney (1997)

## Opnamen
Her Majesty werd op 2 juli 1969 door Paul McCartney opgenomen in de Abbey Road Studios. De overige drie Beatles waren niet aanwezig bij de opnamen van het nummer, omdat McCartney eerder in de studio arriveerde. Tijdens de opnamen zong McCartney de liedtekst en begeleidde hij zichzelf op akoestische gitaar. Het nummer werd in drie takes opgenomen.
Gedurende de opnamen van de LP Abbey Road ontstond het idee om de B-kant van de LP te vullen met een medley. Ook Her Majesty zou in eerste instantie opgenomen worden in de medley. Op 30 juli werd er een ruwe mix gemaakt van de nummers die voor de medley bedoeld waren. Her Majesty werd tussen Mean Mr. Mustard en Polythene Pam geplaatst. De volgorde van de medley was op dat moment: You Never Give Me Your Money, Sun King, Mean Mr. Mustard, Her Majesty, Polythene Pam, She Came In through the Bathroom Window, Golden Slumbers, Carry That Weight en The End.
McCartney was echter niet tevreden over Her Majesty en vond dat het nummer niet in de medley paste. Hij droeg geluidstechnicus John Kurlander op om het nummer uit de medley te verwijderen. Kurlander deed dit, maar omdat hij volgens de regels geen opnamen weg mocht gooien, plakte hij het nummer - voorafgegaan door enkele seconden lege tape - achter de medley. Toen The Beatles dit later terughoorden, werd besloten om Her Majesty op deze plek te laten. Hiermee werd het nummer een hidden track.
Her Majesty begint met een luid akkoord. Dit akkoord is in feite het slotakkoord van Mean Mr. Mustard. Bij het verwijderen van het nummer uit de medley werd per ongeluk dit akkoord meegekopieerd. Ook eindigt Her Majesty abrupt zonder slotakkoord omdat het in eerste instantie de bedoeling was dat het nummer met een segue over zou gaan in Polythene Pam.

## Credits
- Paul McCartney – akoestische gitaar, zang